# الكسندر كندريك
الكسندر كندريك (بالإنجليزية: Alexander Kendrick)‏ هو صحفي أمريكي، ولد في 6 يوليو 1910، وتوفي في 17 مايو 1991.